# 甪直鎮

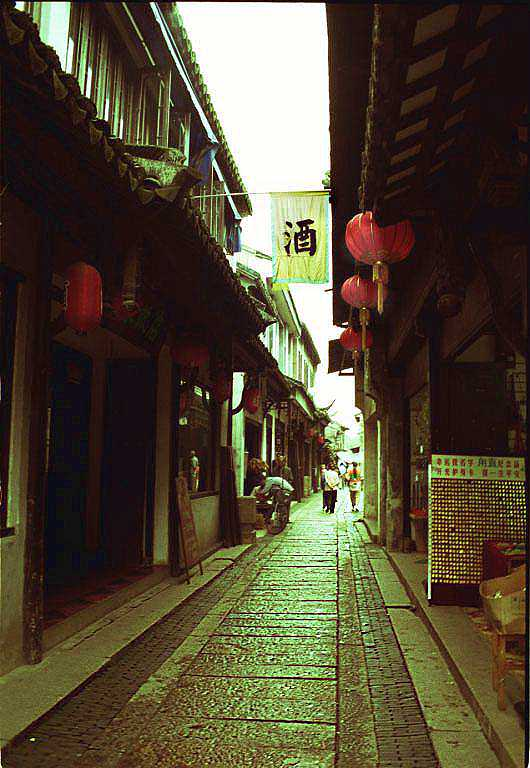
古鎮の風景

甪直鎮（ろくちょく-ちん、ルージー、拼音: Lùzhí）は、中華人民共和国江蘇省蘇州市呉中区に位置する鎮。面積は63.99km2、人口78,985人（2004年末）。甪直古鎮区は、国家AAAA級旅游景区で、総面積4km2。

## 甪直古鎮区
古くは甫里といった。入場料60元。古い町並みに小橋がかかっている風景を観光できる。町並みは明清代の風格を保ちこれらを現代風に直したり、ビルを建てることおよび自転車、オートバイの通行が禁止されている。唐代の詩人陸亀蒙と明代の詩人高啓が居住し詩を残している。清代の改良派思想家で政治家の王韜生誕の地、また教育家で作家の葉聖陶は甪直を第2の故郷とした。鎮内には1500年の歴史を誇る禅寺保聖寺があり、その中には唐代の塑聖といわれた楊恵之作の羅漢塑像がある。建築家梁思成に「とりわけ精巧で美しい」と評価された礎石もある。宋・明代の古橋の数十基あり、古橋博物館の称がある。中華人民共和国建設部と国家文化財局は2003年10月8日に「中国歴史文化名鎮」とした。それ以外にも江南水郷の古鎮の周荘鎮とともにユネスコの世界遺産登録を目指している。周荘鎮の方が有名で観光客が多く、それに比べて大きな駐車場もなく甪直は古風で質朴で静かである。

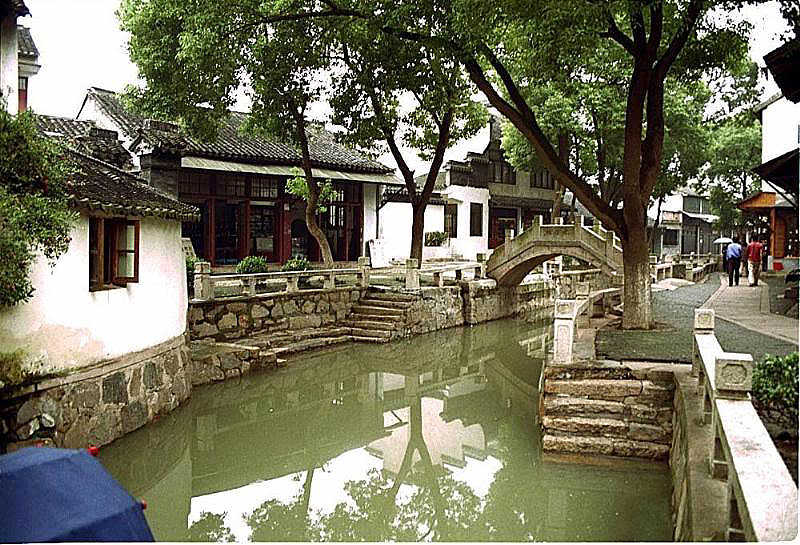
甪直の風景「小橋流水」。他の近郷の古鎮に比べて水路の幅が狭い。

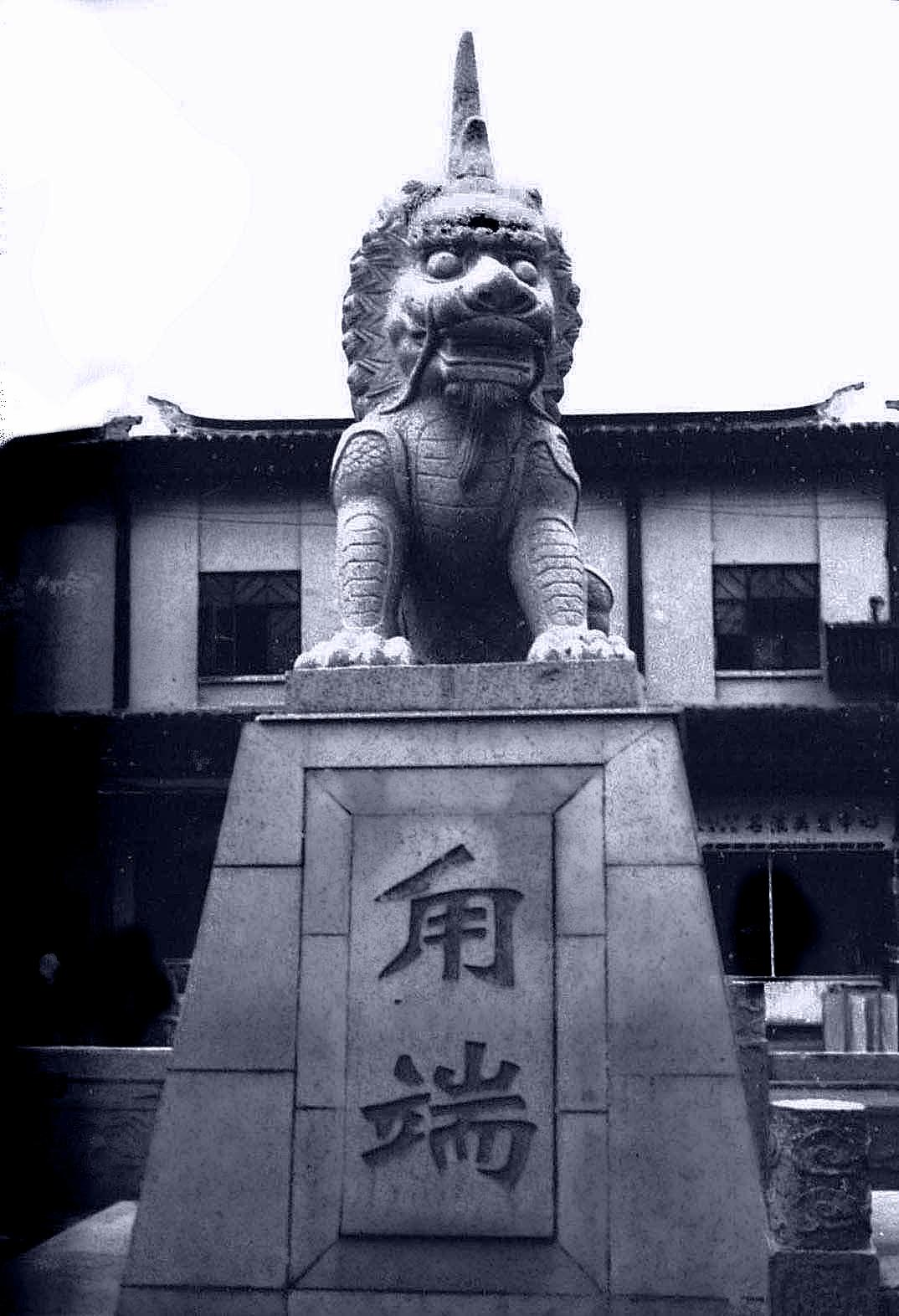
甪直を守護する独角神獣「甪端」

## 概要
甪直は、蘇州市街の東南25kmにある小鎮で呉県市に属していた。2000年12月31日、中国国務院に批准し、蘇州市に合併し呉中区に属している。甪直は今から1500年前、南北朝時代の南朝梁の天監2年（503年）、保聖寺の落慶と同じくして成立した。
甪直は古くは唐代の詩人陸亀蒙により「甫里」と呼ばれた。陸亀蒙は鎮に隠居し、「甫里先生」と呼ばれた。その後甫里鎮は、甫里と六直の2地区に分けられた。古くからの伝説では、独角神獣「甪端」が六直を守護し五穀豊穣であった。呉音の「六」と「甪」が同音である為、「六直」から「甪直」に変成した。清朝末年、甫里は正式に甪直鎮となった。

## 交通
- 蘇州続城高速道路、甪直IC
- 蘇滬高速道路、甪直南IC
- 甪直汽車站より、蘇州、崑山、上海へ乗合バスが出ている。